# Hardek
Hardek – wieś w Słowenii, w gminie Ormož. 1 stycznia 2018 liczyła 252 mieszkańców.